# 114829 Chierchia
114829 Chierchia este un asteroid din centura principală de asteroizi.

## Descriere
114829 Chierchia este un asteroid din centura principală de asteroizi. A fost descoperit pe 23 iulie 2003 la Campo Imperatore, în cadrul proiectului CINEOS. Asteroidul prezintă o orbită caracterizată de o semiaxă mare de 2,61 ua, o excentricitate de 0,18 și o înclinație de 13,1° în raport cu ecliptica.